# ジェイミー・バートレット (俳優)
ジェイミー・バートレット（Jamie Bartlett、1966年7月9日 - 2022年5月23日）は、南アフリカ共和国の俳優。

## 来歴
1966年、イギリス人の父親とアフリカ人の母親の間に生まれた。
その後ケープタウン大学で演劇と演説を学び、クリサリス劇場演技学校に受講。南アフリカにあるマーケットシアターにて映画俳優をしていた。
その後俳優であるショーン・ビーンと『ブラヴォー・ツー・ゼロ』にて共演。2004年には『ヒラリー・スワンク IN レッド・ダスト』に出演した。
2003年、NTVAアバンティアワード賞を受賞。その他にも南アフリカテレビ俳優賞を取った。
2022年5月23日、突然死した。55歳没。その後バートレットは心停止で死去したと結論づけられた。

## 出演
- アメリカン忍者2/殺人レプリカント（英語版） (1987)
- マーシャル・コマンダー/黒の攻襲（英語版） (1993)
- ブラヴォー・ツー・ゼロ（英語版） (1998)
- すべては愛のために (2003)
- ヒラリー・スワンク IN レッド・ダスト (2004)
- ジョーズ 恐怖の12日間（英語版） (2004)
- アヴェンジャー 復讐の犬たち（英語版） (2006)
- デス・サファリ サバンナの悪夢（英語版） (2007)
- マンデラ 自由への長い道 (2013)